# ウラジーミル・ブルツェフ
ウラジーミル・リヴォヴィチ・ブルツェフ（露: Влади́мир Льво́вич Бу́рцев、英: Vladimir Lvovich Burtsev、1862年11月29日（ユリウス暦11月17日） - 1942年8月21日）はロシア帝国の革命家、ジャーナリスト。エヴノ・アゼフがロシア帝国内務省警察部警備局（オフラーナ）のスパイであることを明らかにした功績で知られており、「ロシア革命のシャーロック・ホームズ」と呼ばれた。

## 経歴
ウラジーミル・ブルツェフは1862年にフォルト＝アレクサンドロフスキーで生まれた。1880年代には「人民の意志」に所属しており、1885年に逮捕されて流刑でシベリア送りにされたものの1888年にロシア国外へ脱出した。翌年1889年にはスイスのジュネーブで『自由ロシア』誌創刊の中心人物となったがこの雑誌は3号しか発刊されなかった。1890年代には雑誌『Narodovolets』、1900年からは雑誌『Byloe』を発行していた。また、1905年にロシアへ帰国し、1906年からペテルブルクで『Byloe』の発行を始め1907年には再度国外へ出た。

### エヴノ・アゼフの告発
1908年にブルツェフはアゼフをスパイとして告発し、彼はこれを機に防諜の専門家として革命運動の中枢に関わることになった。

#### 背景
1900年代当時、エヴノ・アゼフは社会革命党（エスエル）の戦闘部隊の最高指導者であり、またテロ計画の中心人物でもあった。エスエルは1904年に内務大臣プレーヴェ、1905年にはセルゲイ大公の暗殺に成功しており、アゼフはこの2件の計画にも関与していた。他方で、アゼフは一部の暗殺計画を告発し、エスエルの党員、特に自身のライバルとなる人物の情報を警察に提供していたという。
1905年、ペテルブルクに潜伏していた革命家らの元に匿名女性の手紙が届いた。この手紙はエスエルの戦闘部隊にロシア帝国内務省警察部警備局（オフラーナ）のスパイが潜んでいると告発するものであり、元囚人Tと最近ロシアに入国したユダヤ人の2人を内通者として挙げていた。告発の2人目はアゼフを指していたが、前述のようにアゼフはエスエルで幹部として功績を残しており、この手紙はオフラーナの策略だと判断された。だが、アゼフ自身はこの告発が事実だと知っていた。彼は「元囚人T」がもう1人の内通者タタロフを意味していることに気づき、タタロフを調査すべきだと主張した。尋問を受けたタタロフは自白こそしなかったものの発言が矛盾しており、党はタタロフへの嫌疑を強めた。結局、タタロフはアゼフの強硬な主張によりキエフの自宅で射殺された。

#### 告発に至るまで
タタロフの死後も党への弾圧や暗殺計画の失敗が起き、党内にはまだ内通者が残っていることがうかがわれた。『Russia Beyond』の記事によれば、ブルツェフは1906年にオフラーナの元局員に会い、党上層部の1人が政府に内通しているとの証言を得たという。ブルツェフはタタロフの事件を調べ、タタロフ殺害を強く主張したアゼフの態度を不自然に感じた。彼はまた、アゼフが暗殺計画の現場に一度も立ち会っていないこと、全ての暗殺計画に関与していた唯一の人物であること、逮捕者が出たときもアゼフだけは無事だったことに着目した。だが同時に、アゼフを告発しても逆に自身がオフラーナに内通して冤罪を仕組んだと思われるだろうと自覚してもいた。
1908年、ペテルブルクで革命雑誌『Byloe』の編集長をしていたブルツェフの元へ亡命を希望する人物が現れた。彼、ミハイル・バカイ (Mikhail Bakai) はオフラーナの局員としてワルシャワで活動していた人物であり、ブルツェフにオフラーナに関する大量の情報を提供したもののすぐに逮捕されてしまった。だが、バカイは逃亡に成功し、新情報を携えて再びブルツェフを訪ねた。新情報の中には、彼の亡命を告発したエージェント「ラスキン」 (Raskin) の名前があった。当時バカイの亡命を知っていたのは党指導者層のごく一部であり、中でもワルシャワにいたのはアゼフ1人だった。

#### 告発
ブルツェフはパリに移って調査を進め内通者はアゼフだと確信したものの、状況証拠しかなかったためブルツェフの告発は信用されず、彼は決定的な証拠を求めてアレクセイ・ロプヒンと接触した。ロプヒンはオフラーナの元幹部であり、当時は亡命してドイツに住んでいた。ブルツェフはベルリンからケルンへ向かう列車で偶然を装ってロプヒンに接触すると彼の警戒を解くことに成功し、自分のコンパートメントに誘って会話を続け、最終的にケルン到着直前にアゼフがエージェントだという証言を得た。ブルツェフはロプヒンに証言者の名前を出さないことを約束し、パリに戻ると党の中央委員会に手紙を送りアゼフがオフラーナのエージェント「ラスキン」だと証明する直接的な証拠があると断言した。ブルツェフの告発を放置できなくなった党は革命指導者3人に対処を命じ、査問で追い詰められたブルツェフはロプヒンとの約束を破ることになった。ブルツェフは放免され、また党の追加調査によりロプヒンがアゼフとゲラシモフ将軍から引退するよう圧力をかけられていたという新たな証言が得られた。1909年1月5日、エスエルの中央委員会はアゼフを処刑すべきだと判断した。アゼフ自身は処刑前にドイツへと逃れたものの、ブルツェフは「ロシア革命のシャーロック・ホームズ」と呼ばれて英雄視され、オフラーナの諜報活動に対抗する防諜の専門家として活動するようになった。

### 防諜活動
ブルツェフは1908年から1914年までパリに住んで活動していた。彼の活動に協力していた人物として、前述の元オフラーナ局員ミハイル・バカイ、ジャーナリストのヴァレリアン・アガフォノフがいた。アガフォノフは1908年に、党中央委員会がオフラーナの諜報活動に無頓着だと不満を持つ約100人の小集団を率いて雑誌『Revolutsionnaia Mysl』を創刊していたのだが、ブルツェフはこの雑誌に「Black Book of the Russian Liberation Movement」（訳：ロシア解放運動のブラックリスト）という記事を投稿してオフラーナのエージェントを革命運動の裏切り者として告発した。この小集団は「Group of the Activist Minority」という名前で背信の疑いがかけられた党員の監視を専門とするようになり、アガフォノフともう1人がこのグループを率いてブルツェフに情報を提供していた。一方、ミハイル・バカイはパリ市モンスレ通りの半ば廃屋のような建物を拠点とし、後に「Revolutionary Police Department」（直訳：革命警察署）と呼ばれる組織を立ち上げ、オフラーナへの防諜活動およびエスエル内の諜報活動を行った。また、ブルツェフが新たに雇用したフランス人エージェント、モーリス・ルロワは1908年に解雇されたオフラーナのパリ支局の元局員だった。1909年4月にはルロワの下にフランス人1人、ロシア人3人をつけて「Leroy's Brigade」（直訳：ルロワ隊）と呼ばれるグループが結成され、街頭での監視活動に従事するようになった。
1909年、亡命者で元オフラーナ局員のレオニード・メンシコフ (Leonid Menshchikov) がブルツェフに情報提供し、ブルツェフはオフラーナの国外部門のトップであるアルカージー・ハーティング（ガルチングなどとも表記）の手がかりをつかんだ。彼は1890年にフランス警察の手を逃れたテロリスト「Landesen」がハーティングであることを突き止めたものの、これは報道によりリークされてしまいハーティングは逃亡して行方をくらませた。

### 後半生
ブルツェフは一時期はヨーロッパや北米の革命団体からも資金を得て活動を拡大していたが、1910年代には次第に支持を失っていった。1911年にバカイの組織は解散し、「Group of the Activist Minority」も1910年以降の記録は残されていない。彼が告発した中には冤罪で自殺した人物もおり、悪評が広がったブルツェフは1914年半ばには全ての経済的支援を失うことになった。ブルツェフは1915年にロシアへ帰国し、1917年に二月革命が起きると革命反対の新聞『Obshchee delo』の出版を始めた。
1917年10月に十月革命が起き、ボリシェヴィキによって貴族や教授、政治指導者など多様な人々がペトログラードの刑務所に収監されたが、ブルツェフもまたその中の1人となった。彼はパリに戻って『Obshchee delo』の出版を続け、1921年には反ソビエト主義者たちによる「国家委員会」の立ち上げに参加した。1942年、ブルツェフは80歳で亡くなった。

## 思想
ブルツェフはロシア帝国における政治的自由の獲得を最優先課題に挙げていた。1880年代後半、ロシア帝国では「人民の意志」党によるテロ活動が沈静化しており、対立するロシアの革命組織を一つにまとめようとする動きが生まれていた。このとき、各団体に共通する課題として政治的自由の獲得があげられ、社会主義よりも政治的自由を優先する動きが生まれた。ブルツェフはその中の1人であった。彼は祖国ロシアの政治状況の改善を喫緊の課題としており、この課題を解決するためには自由主義者との協力も辞さない構えだった。

## 著作
- V.L.ブールツェフ、狩野亨（訳）、川崎浹（解説）『孤塁：回想・自由ロシアへの闘い』冨山房、1981年。ISBN 4572006253。